# Ronald Lee Hartman
Ronald Lee Hartman ( n. 1945) es un botánico estadounidense. Desarrolla actividades académicas en el Departamento de Biología, Universidad de Wyoming.

## Algunas publicaciones
- david r. Morgan, roland l. Hartman. 2003b. A synopsis of Machaeranthera (Asteraceae: Astereae), with recognition of segregate genera. Sida 20 : 1387 – 1416

- ronald l. Hartman, robert s. Kirkpatrick. 1986. A New Species of Cymopterus (Umbelliferae) from Northwestern Wyoming. Editor New York Botanical Garden, 7 pp.

### Libros
- ronald l. Hartman. 1992. The Rocky Mountain Herbarium, Associated Floristic Inventory, and the Flora of the Rocky Mountains Project. 20 pp.

- ----------------------------, keith h. Dueholm. 1979. Catalogue of Vascular Plants of the Powder River Basin, Wyoming: Industrial Fund 1979 Report. Editor Institute of Energy and Environment, College of Engineering, College of Arts & Sciences, Univ. of Wyoming. 78 pp.

- ----------------------------, --------------------------. 1976. The Flora of Campbell County and Adjacent Coal Mining Areas. Editor Rocky Mountain Herbarium, Dep. of Botany, Univ. of Wyoming. 30 pp.

- ----------------------------. 1976. A Conspectus of Machaeranthera (Compositae: Astereae) and a ... 362 pp.

- ----------------------------. 1971. The Family Caryophyllaceae in Wyoming. Editor Univ. of Wyoming, 312 pp.

- La abreviatura «R.L.Hartm.» se emplea para indicar a Ronald Lee Hartman como autoridad en la descripción y clasificación científica de los vegetales.[1]